# Rosensteinpark

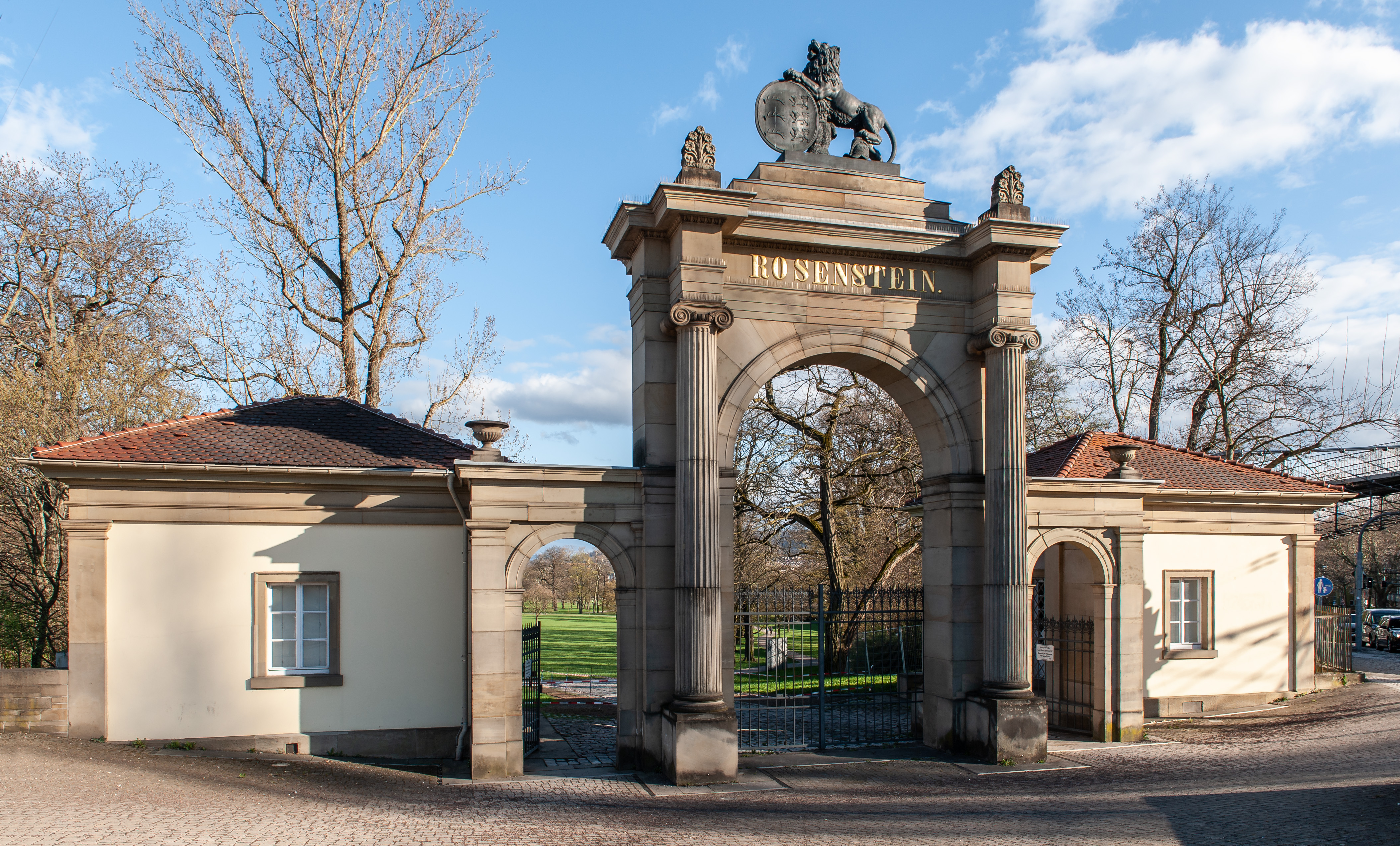
Löwentor

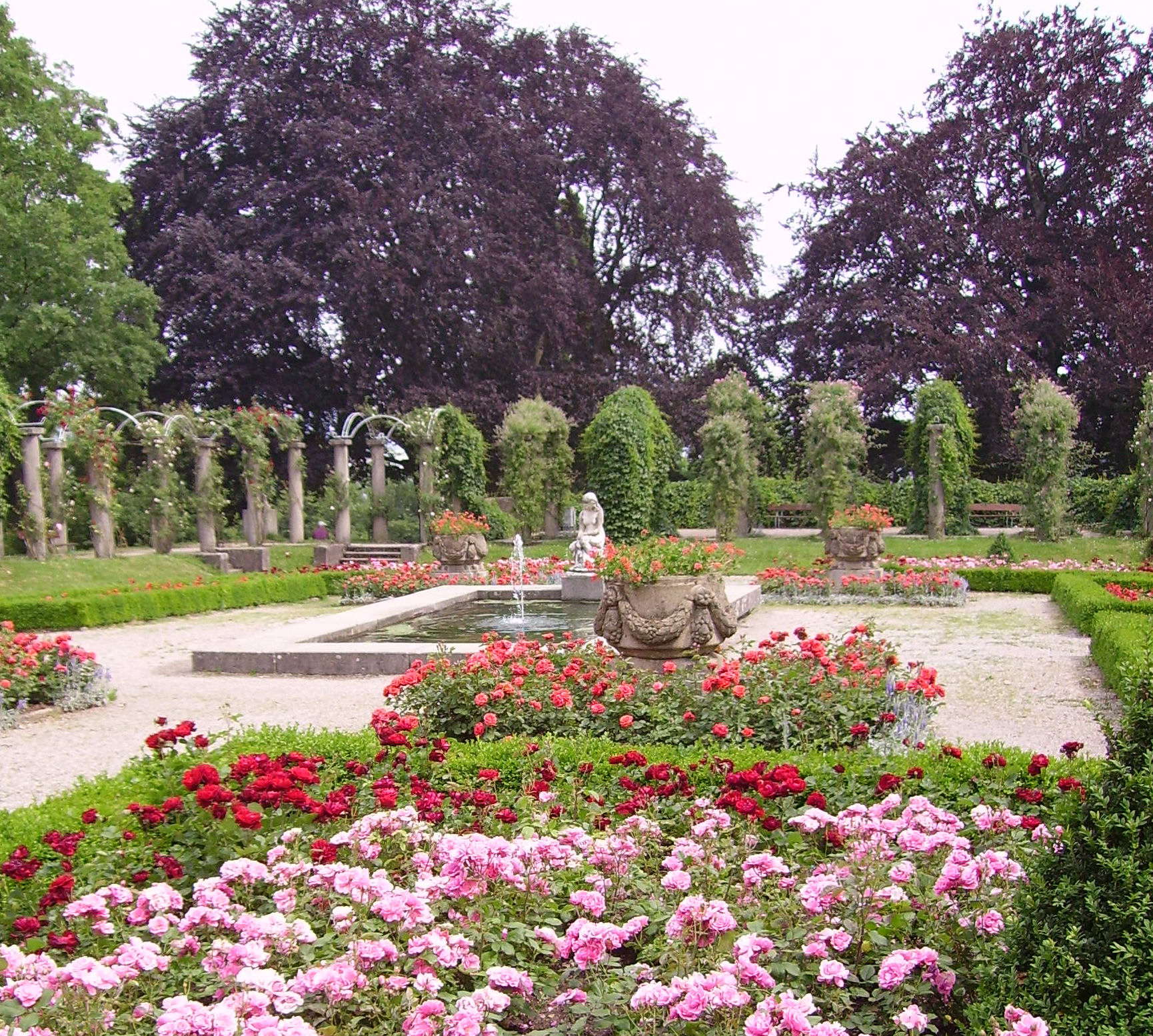
Rosen vor dem Schloss

Der Rosensteinpark in Stuttgart-Bad Cannstatt gilt als größter englischer Landschaftspark Südwestdeutschlands. Er wurde in den Jahren von 1824 bis 1840 auf Anordnung von König Wilhelm I. nach Plänen seines Hofgärtners Johann W. Bosch auf dem ehemaligen Kahlenstein angelegt. König Wilhelm I. kaufte dazu 1817 bis 1818 den Cannstatter Bürgern alle auf dem Kahlenstein gelegenen Parzellen ab.
Inmitten des Parks wurde von 1822 bis 1830 das Schloss Rosenstein gebaut. Der zoologisch-botanische Garten Wilhelma und das Museum am Löwentor befinden sich auch im Park. Das Löwentor am oberen Parkausgang wurde von Johann Michael Knapp gebaut. Die bekrönende Löwenfigur ist eine Nachbildung des Löwenstandbilds von Antonio Isopi, das am Eingang zum Ehrenhof des Neuen Schlosses steht (siehe Hirsch und Löwe (Schlossplatz Stuttgart)). Der Rosensteintunnel führt die Eisenbahn unter dem Park hindurch.
Heute gehört der „Staatliche Park“ dem Land Baden-Württemberg und steht unter Denkmalschutz. Er bildet zusammen mit dem Schlossgarten, dem Leibfriedschen Garten, dem Wartberg und dem Höhenpark Killesberg das „Grüne U“ Stuttgarts. Aufgrund des Jagdverbots verfügt der Rosensteinpark mit 173 Hasen pro km² über die höchste Hasendichte Deutschlands.
Der Park ist Teil des FFH-Gebiets Nummer 7220-311 Glemswald und Stuttgarter Bucht.
Das Gebiet des Rosensteinparks gehört zum Stadtteil Neckarvorstadt (Bad Cannstatt). Der an den Rosensteinpark angrenzende Abstellbahnhof wird als Stadtteil Am Rosensteinpark im Stadtbezirk Stuttgart-Nord in der Liste der Stadtteile Stuttgarts aufgeführt.